# 海山元珠
海山 元珠（がいざん げんしゅ、永禄9年9月1日（1566年10月23日） - 寛永19年1月23日（1642年2月22日））は、安土桃山時代から江戸時代の日本の僧侶。臨済宗妙心寺派に属した。方広寺鐘銘事件の折に、五山増や林羅山が徳川家康におもねた見解を提供したなか、唯一徳川方の思惑に与しない意見を述べた。
　

## 来歴
12歳の時に美濃国の華渓寺に入り、南化玄興に師事する。16歳の時に南化から安名を受ける。その後、南化に髄侍して妙心寺塔頭の大通院を経て、尾張国一宮の妙興寺に至る。
文禄2年（1593年）、豊臣秀吉が2年前に死去した豊臣鶴松の菩提を弔うため、京都に祥雲寺（現在の智積院の場所にあった）を建立して南化を招くと、海山は南化の下で寺役を勤めた。
慶長3年（1598年）、伏見留守居役千坂景親（法名：宗策居士）の開基による妙心寺塔頭亀仙庵（後の雲祥院）の開祖となる。
慶長6年（1604年）2月、伏見で死去した菊姫（上杉景勝正室で、武田信玄の娘）の葬儀を病中の南化玄興に代わり執り行う。同年5月に南化玄興が死去。
慶長19年（1614年）の方広寺鐘銘事件の際、徳川方が鐘銘文「国家安康、君臣豊楽、子孫殷昌」の解釈を五山僧、林羅山及び海山元珠に依頼したところ、五山僧、林羅山は徳川方におもねる説を提供したが、海山元珠のみ徳川方の思惑に与しない意見を述べた。川上孤山の筆になる『妙心寺史』においては「吾人はここに時勢に抗し権勢に阿諛（あゆ）せざる底の一海山を得しことは喜ばざるを得ないのである」と賞している。しかし、この説は徳川家康の忌触を買い、海山元珠は祥雲寺から追放、寺地も没収され、智積院に与えられた。
海山元珠は祥雲寺を去る時、南化玄興と棄君（鶴松）の木像を背負い妙心寺に帰った。このとき、海山が持ち帰った棄君木像は、重要文化財「豊臣棄丸座像と玩具船」として所蔵されている（京都国立博物館に寄託）。また、没収された祥雲寺の名残りを残すために、自坊「亀仙庵」を祥雲寺の名を逆さにした「雲祥院」と改名した。

## 登場作品
- 司馬遼太郎「言いふらし団右衛門」

主人公の塙直之が「鉄牛」という雲水名で妙心寺「大竜和尚」の下に世話になっている時の話が出ているが、この「大竜和尚」とは海山元珠のことである。